# 王世勛 (清朝)
王世勋（?—?），正红旗人，是一名清朝政治人物。
王世勋曾于1734年接替卢时炳任奉贤县知县一职，1735年由施士箴接任。